# Unterbrechungsfreie Wiedergabe
Unterbrechungsfreie Wiedergabe (auch lückenlose Wiedergabe bzw. englisch Gapless Playback) bezeichnet die unterbrechungsfreie Wiedergabe von aufeinanderfolgenden Audiodateien.
Im Notenbild werden Stücke, die ohne Pause aufeinander folgen sollen, mit Attacca notiert; ein populäres Beispiel ist der Übergang vom 3. zum 4. Satz in Beethovens 5. Sinfonie. Es hängt nun vom Herausgeber ab, ob diese als einzelner Track oder separat auf die CD kopiert werden. Nur im letzteren Fall kann ein Problem bei der Wiedergabe entstehen.
Ohne Unterbrechungsfreie Wiedergabe sind stets Unterbrechungen zwischen den Tracks wahrnehmbar, was beim Abspielen von entsprechenden Musikstücken oder bei Livealben mit durchgehend zu hörendem Publikum als störend empfunden wird.
Dieser Artikel behandelt primär Probleme der unterbrechungsfreien Wiedergabe, die in der Definition des zugrundeliegenden Dateiformats (beispielsweise MP3) begründet und somit quasi prinzipbedingt sind. Daneben bestehen vielfach Mängel in der Abspiel-Software bzw. Firmware des Abspielgeräts, die dazu führen, dass keine unterbrechungsfreie Wiedergabe erfolgt, auch wenn das zugrundeliegende Medien-Dateiformat unterbrechungsfreie Wiedergabe mitbringt.

## Schwächen in den Dateiformaten
Die besagten Pausen sind nicht Bestandteil der Originalaufnahme, sondern entstehen dadurch, dass Audio-Datenformate auf Blöcken fester Dauer basieren, den sogenannten Frames. Endet eine Audioaufnahme beim Erstellen einer solchen Datei vor dem Ende des letzten Frames, wird der Rest des Frames mit Stille gefüllt. Die Dauer eines Frames liegt im Bereich von zig Millisekunden, beispielsweise bei MP3-Dateien mit 44.100 Samples je Sekunde etwa 26,1 ms, sodass die zusätzliche Pause im ungünstigsten Fall fast ebenso lang ist. Daneben entsteht durch den Kodiervorgang eine Verzögerung, die zu einer Pause zu Beginn der Aufführung führt; sie liegt in etwa im Bereich einer halben Frame-Dauer.
Der erste Audiocodec, der Gapless Playback unterstützt, ist ATRAC. Das proprietäre Format wurde von Sony ursprünglich ausschließlich für die MiniDisc entwickelt. Neuere Audioformate wie Vorbis, Musepack, Speex und Windows Media Audio sowie alle verlustlosen Kompressionsverfahren (z. B. FLAC) unterstützen Gapless Playback von Haus aus, indem neben den bloßen Audiodaten auch Informationen über die genaue Länge der Audiodaten und der Encoder-Verzögerung gespeichert werden.
Frühere Audioformate beherrschten noch keine unterbrechungsfreie Wiedergabe. Dazu zählen der erste MP3-Codec der Fraunhofer-Gesellschaft und AAC. Allerdings gibt es Erweiterungen: Im Open-Source-Encoder LAME für das MP3-Format ist eine Funktion implementiert, die den erzeugten Dateien Informationen für das Gapless Playback hinzufügt. Geeignete Abspielgeräte oder -Software, beispielsweise foobar2000, VUPlayer oder mpg123, können unter Nutzung dieser Informationen die Fülldaten des letzten Frames unterdrücken sowie die Kodierverzögerung umgehen und so Gapless Playback ermöglichen. Dieses Verfahren ist nicht durch den MP3-Standard abgedeckt. Die notwendigen Informationen werden in einem Frame zu Beginn der Datei gespeichert, der so präpariert ist, dass er zu Stille dekodiert wird. Player, die nicht mit dieser Erweiterung zurechtkommen, geben mitunter diesen Frame wieder, wodurch sich die Unterbrechung vergrößert.

## Schwächen in der Abspiel-Soft- bzw. -firmware
Von oben genannten Tatsachen zu unterscheiden sind zusätzlich entstehende Pausen bei manchen MP3-Playern. Diese entstehen beispielsweise durch ungenügendes Zwischenspeichermanagement, d. h. der nächste Titel wird zu spät zum Abspielen in den Speicher geladen.
Hardwareseitig bieten die wenigsten Geräte – ob mobile Player oder DVD-Abspielgeräte aus dem Heimvideo-Bereich – eine Lösung für Audioformate, die unterbrechungsfreie Wiedergabe von Haus aus nicht unterstützen. Einige Modelle unterstützen lückenlose Wiedergabe durch die Verwendung alternativer Firmware wie Rockbox. Ähnliches gilt für den TrekStor Vibez, der allerdings einer höheren Preisklasse angehört. Billigere Geräte verfügen oft höchstens über eine kaum brauchbare Überblendfunktion. Die lückenlose Wiedergabe von AAC- und MP3-Dateien auf einem iPod wird durch Aufbereitung in der zur Übertragung genutzten Software iTunes realisiert.

## Compact Discs
Bei gebrannten Audio-CDs tritt ein ähnlicher Effekt auf, wenn die CDs im Track-At-Once-Verfahren geschrieben wurden.

## Belege
1. ↑  Gapless playback. In: Hydrogenaudio Knowledgebase. HAK Community, 12. Januar 2015, abgerufen am 7. Juni 2015.
2. ↑  MP3. VBRI, XING, and LAME headers. In: Hydrogenaudio Knowledgebase. HAK Community, 29. Januar 2013, abgerufen am 7. Juni 2015.